# Karel Navrátil
Karel Navrátil (* 24. April 1867 in Prag; † 23. Dezember 1936 ebenda) war ein tschechischer Komponist. Karel Navrátil darf nicht mit dem homonymen österreichischen Komponisten und Staatsbeamten Karl Nawratil (1836–1914) verwechselt werden.

## Leben
Navrátil studierte nach dem Abitur am Deutschen Lehrerinstitut in Prag. Anschließend studierte er Violine bei František Ondříček und Musikwissenschaft an der Deutschen Universität in Prag bei Guido Adler, ebenso in Wien. 1916 kehrte er nach Prag zurück, wo er als Musiklehrer und Komponist tätig war. Daneben war er Musikreferent für die Zeitung Národní republika, berichtete aber auch für die US-amerikanische Presse über das tschechische Musikleben.
Zu seinen Schülern zählen Helen Hopekirk (1856–1945), John Powell (1882–1963) und Alexander Winkler (1865–1935).
Er komponierte zwei Opern, eine Sinfonie und fünf sinfonische Dichtungen, zwei Klavierkonzerte und ein Violinkonzert, Kammermusik und Klavierstücke, Chorwerke und Lieder.

## Briefe
- Briefwechsel Clara Schumanns mit Maria und Richard Fellinger, Anna Franz geb. Wittgenstein, Max Kalbeck und anderen Korrespondenten in Österreich, hrsg. von Klaus Martin Kopitz, Anselm Eber und Thomas Synofzik (= Schumann-Briefedition, Serie II, Band 4), Köln 2020, S. 751–755